# Gilius Giliusson Ehrenberg
Gilius Giliusson Ehrenberg, född 9 juli 1622 i Stockholm, död 1 oktober 1677 i Malmö, var en svensk ämnetsman, burggreve i Malmö. Han var svärfar till Jöran Adlersteen.
Gilius Giliusson var son till byggmästaren i Stockholm Gilius Achtschilling. 1645 blev han kanslist i Kungliga kansliet och omkring 1650 registrator där. Under Karl X Gustavs polska krig följde han fältkansliet. 1658 utnämndes han till generalguvernementssekreterare i Halland, Blekinge och Skåne. Under Karl X Gustavs andra danska krig gjorde han en betydande insats där, främst med provianteringen av trupperna. Han adlades 1665 och efterträdde 1667 Gustaf Taubenfelt som assistensråd i Skåne. 1670 blev han burggreve i Malmö. Då burggreveämbetet drogs in 1677 blev Ehrenberg i stället landsdomare i Skåne.